# Erasmus Brandenburg
Erasmus Brandenburg (* unbekannt; † 13. Dezember 1499 vermutlich in Cottbus) war ein deutscher Geistlicher, Domherr zu Wurzen, Propst zu Berlin und Pfarrer in Cottbus. Erasmus Brandenburg ist neben dem Familiennamen Brandenburg unter ähnlichen Schreibweisen bekannt: Brandenburgk, Branburg, Branburgk, Brandburg, Bramburg oder Brandenburger.

## Herkunft
Erasmus stammte wahrscheinlich aus Zwickau. (In der historischen Forschung wurde er lange irrtümlich für einen außerehelichen Sohn von Kurfürst Friedrich II. von Brandenburg gehalten.)
1451 studierte er in Erfurt (Theologie oder Jura). 1475 war er Magister.

## Leben
Erasmus war ein Domherr und Scholastikus zu Wurzen und übernahm durch einen Pfründentausch das Amt des Propstes von Berlin 1475. Zu diesem Amt, und dies wurde Erasmus ausdrücklich mitgeteilt, gehörte auch die Pflicht, als Ratsherr dem Markgrafen von Brandenburg zur Verfügung zu stehen. Dies wurde in Folge seiner Tätigkeit häufig vom Markgrafen genutzt. Erasmus tauchte als Abgesandter des Markgrafen in Schlichtungskommissionen und Verhandlungsdelegationen auf. Ebenso besuchte er als Abgesandter Reichstage. Im Jahr 1488 übernahm er die Pfarrei in Cottbus und gab sein Amt als Propst in Berlin auf. 1499 verstarb er.
Später war er Subdiakon vom heiligen Stuhl zu Rom (1497 genannt), Offizial (Vertreter des Bischofs in kirchengerichtlichen Entscheidungen). Außerdem war er markgräflicher Ratsherr.

## Im Dienste der Markgrafen
Erasmus wurde Ende 1479 oder Anfang 1480 auf dem Weg nach Sachsen, wo er um Hilfstruppen gegen Ungarn werben wollte, von einem Friedrich von Feilitzsch gefangen genommen. Der Herr von Feilitzsch war bereits durch seine Fehde gegen markgräfliche-fränkische Untertanen bekannt geworden.
Es wird in einem Brief berichtet, dass er bereits am 27. April 1480 seit 17 Wochen unter "sehr schlechten Bedingungen" gefangen wäre. Auch würden man ihn in Berlin für tot halten, und sich nicht um ihn kümmern. Die Lösegeldforderung von 800 Gulden wollten Verwandte nicht bezahlen. Nachdem Albrecht Achilles selbst noch einmal die Verwandten aufforderte die Lösegeldforderung zu zahlen, ohne Erfolg, brachte er das Geld selber auf. Erasmus kam darauf im November 1480 frei.